# برابرن کپیتال
برابرن کپیتال (انگلیسی: Braeburn Capital) شرکت مدیریت دارایی آمریکایی است، که در سال ۲۰۰۵ تأسیس شد.